# Valbella
Valbella (toponimo romancio) è, assieme a Lenzerheide, una frazione di 500 abitanti circa del comune svizzero di Obervaz, nella regione Albula (Canton Grigioni).